# 자메이카 연정

자메이카의 국기

자메이카 연정(독일어: Jamaika-Koalition 야마이카 코알리티온[*])은 독일의 정치에서 일컬어지는 연합 정부의 형태 중에 하나로, 독일 기독교민주연합, 자유민주당, 동맹 90/녹색당 3개 정당이 연합 정부 구성에 참여하는 것을 말한다.
자메이카 연정은 독일 기독교민주연합, 자유민주당, 동맹 90/녹색당 3개 정당의 상징색이 자메이카의 국기를 구성하는 색과 같은 데서 유래된 이름이다. 검은색은 보수주의 정당인 독일 기독교민주연합, 노란색은 자유주의 정당인 자유민주당, 초록색은 녹색 정치 정당인 동맹 90/녹색당의 상징색이다.
자메이카 연정은 2009년 자를란트주의 총리였던 페터 뮐러가 처음 구성하였으며, 2017년 슐레스비히홀슈타인주의 총리로 새로 취임한 다니엘 귄터도 이 방식으로 주정부를 꾸렸다. 2017년 독일 연방의회 선거에서 앙겔라 메르켈 총리는 이 연합 정부를 구성하려 했으나 자유민주당이 연정 협상에서 나가면서 불발되었다.

## 같이 보기
- 대연정